# Otto Stern
Otto Stern (17 tháng 2 năm 1888 – 17 tháng 8 năm 1969) là một nhà vật lý học người Đức, đã đoạt giải Nobel Vật lý năm 1943.

## Tiểu sử
Stern sinh tại Żory, Vương quốc Phổ (nay thuộc Ba Lan) và theo học ở Wrocław vùng Hạ Silesia.
Stern đậu bằng tiến sĩ hóa lý ở Đại học Breslau năm 1912, rồi theo Albert Einstein tới Đại học Charles ở Prague và sau đó tới trường ETH Zürich.
Stern hoàn tất Habilitation tại Đại học Frankfurt năm 1915. Năm 1921, ông trở thành giáo sư ở trường Đại học Rostock. Năm 1923 ông rời trường này để tới làm việc trong "Viện Hóa lý" (Institut für Physikalische Chemie) ở Đại học Hamburg.

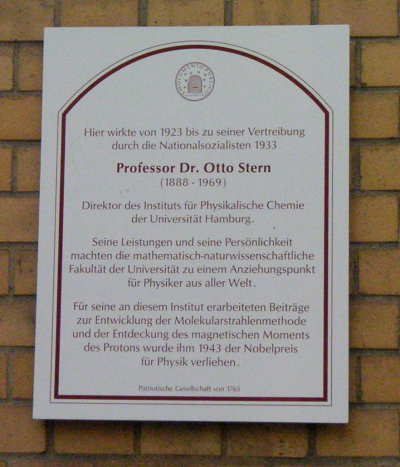
Tấm biển tưởng niệm sự bổ nhiệm Stern trên bức tường nay là Viện Vật lý của Đại học Hamburg

Năm 1933, sau khi đảng Quốc xã lên nắm quyền, ông từ chức giáo sư ở đại học Hamburg và sang làm giáo sư vật lý ở Viện Kỹ thuật học Carnegie (Carnegie Institute of Technology) và sau đó là giáo sư danh dự ở Đại học California tại Berkeley.
Là một nhà vật lý thực nghiệm, Stern đã đóng góp vào việc phát hiện ra "Sự lượng tử hóa spin" (spin quantization) trong thí nghiệm Stern-Gerlach (Stern-Gerlach experiment) cùng với Walther Gerlach năm 1922; chứng minh bản chất sóng của các nguyên tử và phân tử; cách đo lường các moment từ của nguyên tử (atomic magnetic moment); phát hiện moment từ của proton (proton's magnetic moment); và phát triển phương pháp tia phân tử, phương pháp được sử dụng trong kỹ thuật molecular beam epitaxy (sự ghép chùm tia phân tử).
Năm 1943 ông đoạt giải Nobel Vật lý, giải đầu tiên kể từ năm 1939, và là người đoạt giải Vật lý một mình trong năm này. Lời trích dẫn trong giải đã quên nhắc tới thí nghiệm Stern-Gerlach, mà Gerlach vẫn còn hoạt động ở nước Đức do Quốc xã lãnh đạo.